# Broken Rainbow
Broken Rainbow è un documentario del 1985 diretto da Victoria Mudd vincitore del premio Oscar al miglior documentario.

## Trama
Documentario sulla ricollocazione di 10.000 indiani Navajo in Arizona.